# طرنجة
طرنجة قرية في محافظة القنيطرة. تقع في منطقة جبل الشيخ.
طرنجة تقع في الجولان السوري بجوار قرية جباتا الخشب.
وتخضع حاليا الإحتلال الإسرائيلي وتعتبر القرية درة قرى الجولان السوري بما تمتلكه من طبيعة خلابة حيث تنتشر فيها الأشجار بشكل كثيف لا يضاهيها في ذلك أي من قرى الجولان. كما تعتبر قرية نموذجية من حيث التنظيم والخدمات المتوفرة.

## المناخ والزراعة
تتميز هذه القرية بمناخ معتدل في الصيف وبارد جدًا في الشتاء، حيث تهطل الثلوج بكثرة في هذه المنطقة. وتشتهر بزراعة التفاح والعنب والتين، يوجد إلى الغرب من القرية غابة طرنجة وهي غابة طبيعية(يطلق عليهاسكان القرية اسم الحرش) من أشجار البلوط والسنديان والملول المعمرة، وكما أنتشرت فيها حديثًا زراعة الزيتون والكرز بكميات كبيرة لنجاح زراعة هذه الأشجار المثمرة فيها. كما انتشرت المشاريع الزراعية الحديثة التي تعتمد على طرق الري الحديثة والتي بدأت بتوفير دخل جيد للمزارعين.

## آثار القرية
تعتبر قرية طرنجة من القرى القديمة جدًا حيث وجد فيها مقابر تعود لقدماء الرومان، ويقول سكان القرية بأنها كانت تحتوي على معبد روماني إلا أن الإسرائيليون قاموا بأخذ الآثار الموجودة في القرية إبان احتلالها من عام 1973 م حتى تحريرها إثر حرب الاستنزاف بعد حرب تشرين.
وفي القرية يوجد ضريح أبي ذر الغفاري.